# Бой у мыса Спада
Бой у мыса Спада (англ. Battle of Cape Spada, итал. Battaglia di Capo Spada) — морское сражение, произошедшее 19 июля 1940 года у мыса Спада (Спата, греч. Ακρωτήριο Σπάθα) на северо-западной оконечности Крита между двумя итальянскими лёгкими крейсерами, «Бартоломео Коллеони» и  «Джованни делле Банде Нере», принадлежавшими к типу «Альберико да Барбиано», и английской эскадрой в составе лёгкого крейсера «Сидней» и пяти эсминцев. В ходе боя крейсер «Бартоломео Коллеони» был потоплен, а «Джованни делле Банде Нере» смог уйти.

## Развёртывание сил сторон
В первые месяцы после вступления Италии во Вторую мировую войну противники активно боролись за контроль над Эгейским морем. 18 июля 1940 года из Александрии вышли австралийский лёгкий крейсер «Сидней» и 2-я флотилия эсминцев Королевского военно-морского флота Великобритании в составе пяти единиц: «Хайпериона», «Хэвока», «Хейсти», «Хироу» (все тип H) и «Айлекса» (тип I). Соединением командовал командир «Сиднея» кэптен Джон Коллинз. Эсминцы должны были провести разведку минных полей близ Крита и проверить район на наличие подводных лодок. «Сидней» и «Хэвок» имели задачу прикрытия эсминцев в ходе операции. Затем крейсер должен был действовать на коммуникациях противника.
В это же время итальянское командование приняло решение атаковать британские коммуникации в Эгейском море и направило туда 2-ю дивизию лёгких крейсеров в составе «Джованни делле Банде Нере» и «Бартоломео Коллеони». Они должны были базироваться на острове Лерос. Командовал соединением контр-адмирал Фердинандо Кассарди. Итальянские крейсера вышли из Триполи вечером 17 июля 1940 года.

## Ход боя

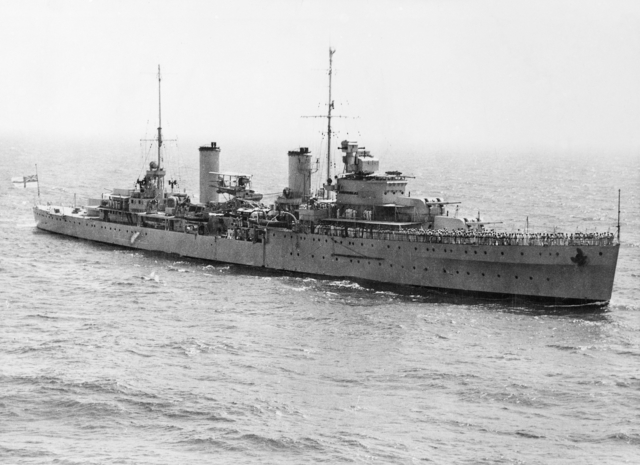
Лёгкий крейсер «Сидней».

Утром 19 июля 1940 года итальянские крейсера вошли в пролив Андикитира. Никаких сведений о противнике у контр-адмирала Кассарди не имелось, итальянские ВВС разведку не вели, собственные гидросамолёты крейсера не использовали. Четыре британских эсминца под командованием коммандера Николсона вели поиск подводных лодок у побережья Крита. «Сидней» и «Хэвок» находились в 40 милях севернее мыса Спада, имея задачу перехвата торговых судов с контрабандой.

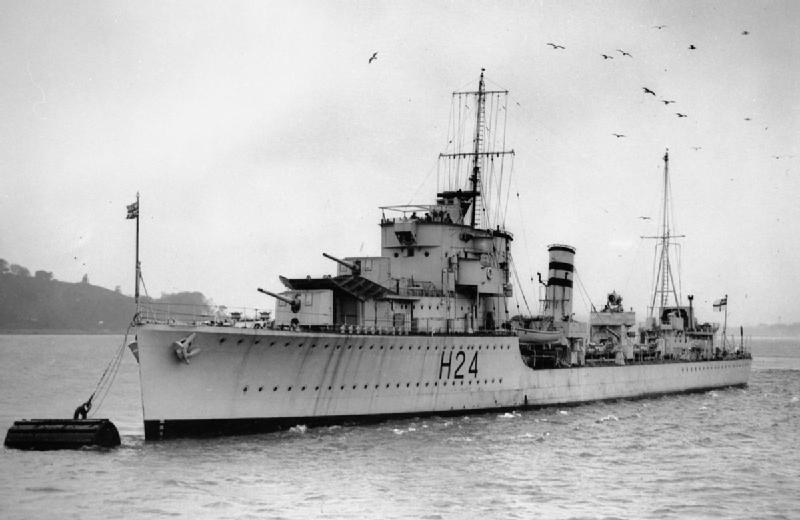
Эскадренный миноносец «Хейсти».

В 07:20 с итальянских крейсеров заметили эсминцы 2-й флотилии, которые шли навстречу итальянцам. В 07:27 крейсера открыли огонь с дистанции 95 кабельтовых. Попавшие под обстрел эсминцы начали отход на северо-восток, где находились «Сидней» и «Хэвок». При этом они отстреливались из кормовых орудий, но снаряды не долетали до неприятеля, попытка же контратаковать торпедами оказалась неудачной. Стрельба итальянских крейсеров также была безрезультатной.

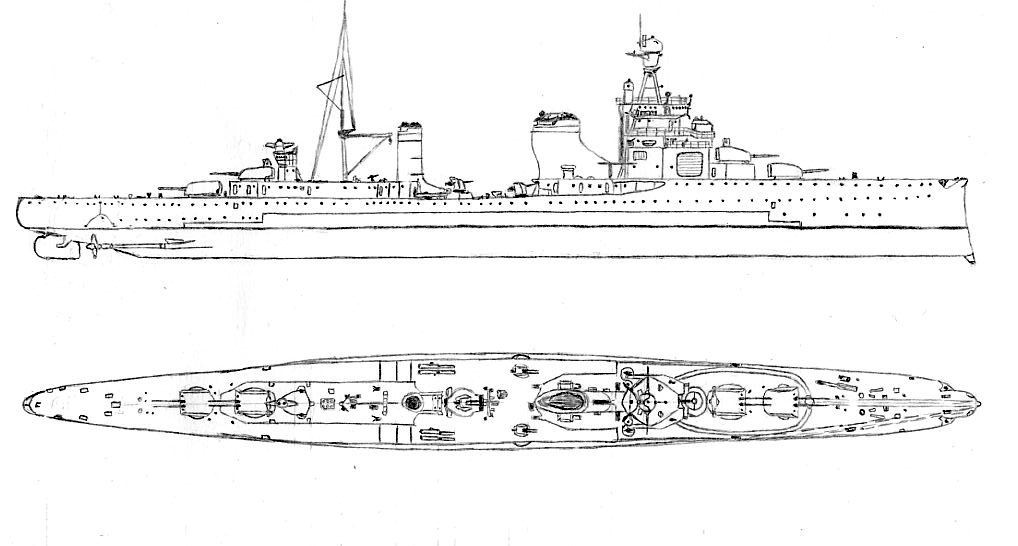
Лёгкий крейсер типа «Альберико да Барбиано». Схема.

«Сидней», командира которого известили о контакте с итальянскими крейсерами, пошёл на помощь, но прибыл к месту событий лишь спустя час. В 08:29 «Сидней» открыл огонь с дистанции 100 кабельтовых. Для итальянцев это стало неожиданностью. В 08:35 австралийский крейсер добился первого попадания в «Джованни делле Банде Нере». Итальянские моряки приняли следовавший в кильватер «Сиднею» эсминец «Хэвок» за крейсер и сочли, что противник имеет качественное преимущество, так как британские крейсера были гораздо лучше бронированы, нежели «Кондоттьери А». Поэтому контр-адмирал Кассарди в 08:46 приказал повернуть на юг, намереваясь дать бой на отходе. Британские эсминцы при этом прекратили отступление и начали преследовать итальянские крейсера вместе с «Сиднеем». При отходе обе стороны долгое время не могли добиться попаданий ввиду большой дистанции. При этом британцы медленно догоняли противника. В 09:21 итальянцы добились первого и последнего попадания в этом бою — 152-мм снаряд попал в дымовую трубу «Сиднея», но серьёзного ущерба не причинил. Начиная с 09:24 австралийцы добились серии попаданий в «Бартоломео Коллеони». Сначала попаданием в корму был заклинен руль и крейсер управлялся теперь лишь машинами, затем последовали попадания в рубку и кормовое машинное отделение. Последнее оказалось роковым — была перебита паровая магистраль и «Бартоломео Коллеони» полностью потерял ход. Неподвижный крейсер превратился в удобную мишень и быстро получил ещё ряд попаданий с «Сиднея» и эсминцев. Вышли из строя котлы, корабль был обесточен и подача боеприпаса в башни главного калибра прекратилась. Корабль мог отстреливаться от приближающегося неприятеля из 100-мм универсальных орудий. В 9:30 крейсер был полностью выведен из строя и командир приказал оставить корабль.
Контр-адмирал Кассарди, державший флаг на «Джованни делле Банде Нере», попытался прикрыть «Бартоломео Коллеони», но затем счёл положение безнадёжным и приказал уходить на юг. Преследованием «Джованни делле Банде Нере» занялись «Сидней», «Хэйсти» и «Хироу». Остальные эсминцы добивали «Бартоломео Коллеони». Сначала торпеда, пущенная «Айлексом», попала итальянскому крейсеру в носовую часть и оторвала её, затем торпеда с «Хайпериона» попала в середину борта. В 09:59 «Бартоломео Коллеони» затонул в 6 милях от мыса Спада. Британские эсминцы подняли из воды 525 членов экипажа, включая раненого командира крейсера Умберто Новара, умершего затем в госпитале. Ещё семерых моряков позже подобрало греческое судно. 121 человек погиб. Спасательным работам англичан помешала итальянская авиация, вылетевшая на помощь своим крейсерам с баз на Додеканезских островах, но прибывшая с большим опозданием.
«Сидней», «Хэйсти» и «Хироу» преследовали «Джованни делле Банде Нере» около часа, причём австралийцы добились ещё одного попадания с дальней дистанции в корму итальянского крейсера. В 10:27, после того как на «Сиднее» подошёл к концу боезапас носовых башен, британские силы прекратили погоню. Итальянский крейсер прибыл в Бенгази вечером 19 июля 1940 года и более не появлялся в Эгейском море.

## Результаты боя
Бой у мыса Спада вновь продемонстрировал превосходство британского флота над итальянским в уровне подготовки командного и личного состава. В начале боя, имея превосходство в силах, итальянский командующий действовал нерешительно, а при появлении новых кораблей противника немедленно перешёл к отступлению. В противоположность этому, действия британских моряков были энергичными и целеустремлёнными. Превосходство продемонстрировали и британские комендоры. За время боя «Сидней» выпустил с большой дистанции 1300 снарядов и добился пяти попаданий. Итальянские крейсера, выпустившие более 500 снарядов, попали в противника лишь однажды. Вновь выявился совершенно недостаточный уровень взаимодействия итальянского флота и ВВС. Авиация не обеспечила свои корабли разведывательными данными, а на вызов Кассарди прибыла лишь спустя четыре часа, хотя аэродромы находились лишь в получасе лёта до места сражения.
Крейсера типа «Альберико да Барбиано» продемонстрировали очень плохие боевые качества. Их орудия показали низкую точность, а живучесть крейсеров оказалась совершенно неудовлетворительной. «Бартоломео Коллеони» был полностью выведен из строя после нескольких попаданий среднекалиберных снарядов, причём хода лишился лишь от одного попадания. При конструировании этих кораблей основная ставка делалась на скорость. «Джованни делле Банде Нере» показал на испытаниях скорость 41,11 узла, «Бартоломео Коллеони» — 39,85 узла. Официальная скорость этих крейсеров составляла 36,5 узлов. Но в бою итальянские крейсера сначала не смогли догнать британские эсминцы с официальной скоростью 35,5 узла, а затем уйти от «Сиднея» с его официальной скоростью 32,5 узла, причём по факту, австралийский крейсер развивал не более 30—31 узла. Это означало, что приоритет скорости, которому отдавали предпочтение итальянские конструкторы в предвоенные годы, оказался полностью неверным.